# Johann Gottfried Olearius (Theologe, 1635)

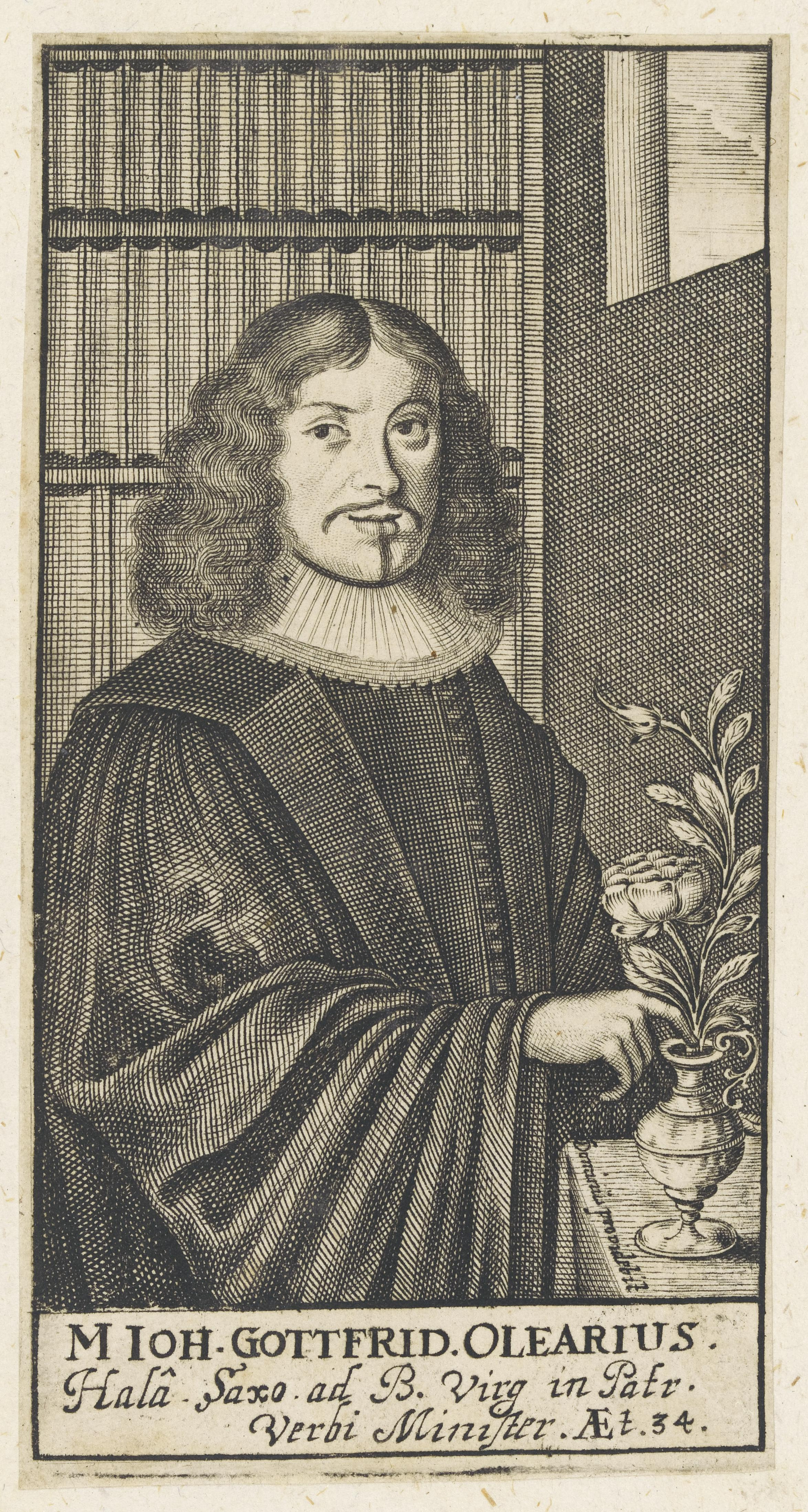
Johann Gottfried Olearius im Alter von 34 Jahren

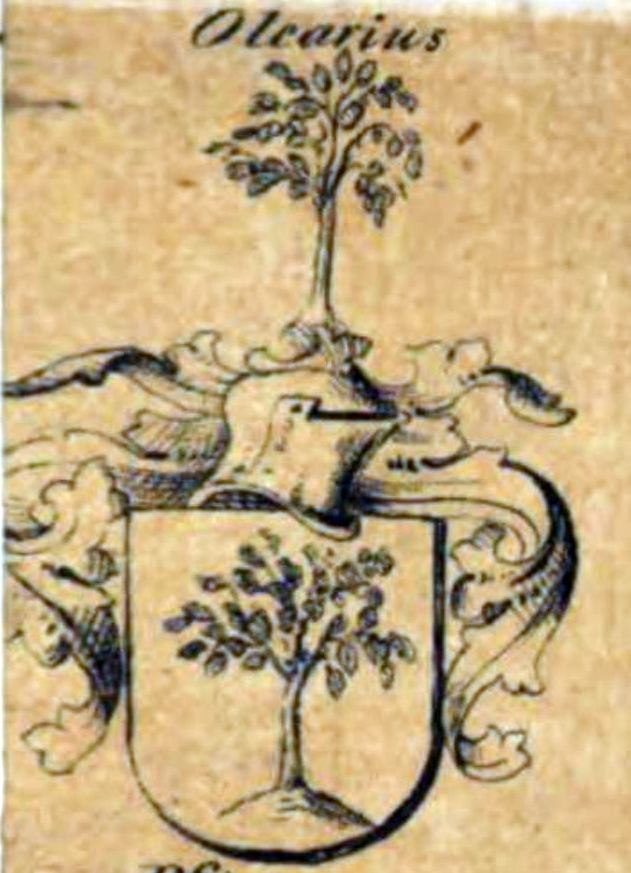
Wappen Olearius um 1634, nach Siebmacher (1857) Band 5, Abt. 1, Tafel 74

Johann Gottfried Olearius (* 28. September 1635 in Halle; † 21. Mai 1711 in Arnstadt) war ein deutscher evangelisch-lutherischer Theologe und Kirchenlieddichter.

## Leben und Wirken
Johann Gottfried Olearius war der älteste Sohn von Gottfried Olearius. Er besuchte das Gymnasium seiner Vaterstadt und nahm im Wintersemester 1652/53 an der Universität Leipzig ein Studium auf. Dort wurde er im Sommersemester 1654 Baccalaureus und erwarb am 23. Januar 1656 den akademischen Grad eines Magisters der Philosophie. Im Anschluss unternahm er eine Bildungsreise, die ihn an die Universitäten Straßburg, Heidelberg, Marburg und 1658 nach Jena führte.
Zurückgekehrt nach Halle, wurde Olearius 1658 Adjunkt an der Marktkirche Unser Lieben Frauen, 1662 dort Diakon, 1685 daselbst Pastor und zugleich Inspektor des Saalkreises. 1688 folgte er einem Ruf als Oberpfarrer und Superintendent in Arnstadt, wo er zugleich auch Assessor am Konsistorium und Ephorus des Arnstädter Gymnasiums wurde. 1689 wurde er zum Konsistorialrat ernannt. Er erblindete im hohen Alter.
Als lutherischer Theologe publizierte Olearius vor allem Streitschriften zu zeitgenössischen Auseinandersetzungen und verfasste Erbauungsliteratur. Zudem trat er als Herausgeber von Gesangbüchern und einer Chronik der Stadt Halle  sowie als Kirchenlieddichter und Botaniker in Erscheinung.

## Familie
Johann Gottfried Olearius war vier Mal verheiratet. Seine erste Ehe schloss er in Halle am 9. Oktober 1660 mit Dorothea (* 27. Mai 1642 in Eisenach; † 7. November 1679 in Halle), der Tochter des Eisenacher Kanzlers Simon Malsius (1585–1648). Seine zweite Ehe schloss er ebenfalls in Halle am 7. September 1680 mit Eleonora Sophia (* 13. November 1648 in Halle; † 19. November 1688 in Arnstadt), der Witwe des Johann Nicolai († 14. Mai 1677 in Halle), der Tochter des Ratsherrn und Kirchenvorstehers an der Kirche Unser Lieben Frauen Johann Stützing (1600–1666) und dessen Frau Helena von Ludwiger (1614–1678). Seine dritte Ehe ging er in Arnstadt am 26. November 1689 mit Anna Gertrud Poltz (begr. 27. Mai 1703 in Arnstadt), der Witwe des Magdeburger Landschaftsobereinnehmers Christian Lieder, ein. Schließlich schloss er in Arnstadt am 25. November 1704 auch seine vierte Ehe mit Maria Magdalena Elisabeth Engelbrecht (* Halle; † 12, März 1721 in Arnstadt), der Witwe des Jenaer Mediziners Johann Philipp Struve (* 26. März 1652 in Jena; 1. April 1685 in Jena), Sohn des Juristen Georg Adam Struve (1619–1692) und der Anna Magdalena Struve (geb. Richter), sowie Witwe des Amtsschössers von Stolberg-Hoym Johann Wilhelm. Von den Kindern aus den drei ersten Verbindungen kennt man:
- Anna Dorotha Olearius (* 16. September 1661 in Halle), verh. am 22. August 1681 mit dem königlich preußischen Regierungsrat und Salzgraf in Halle Johann Friedrich Mayer
- Johann Gottfried Olearius (* 4. April 1663 in Halle), Dr. med. Stadtphysikus Kölleda
- August (* 11. Dezember 1664 in Halle; † 2. April 1666 ebenda)
- Agnes Christina (* 1. Januar 1667 in Halle [Saale]; † 21. März 1688 in Torgau), verh. in Torgau am 11. Oktober 1681 mit dem Superintendenten von Torgau Dr. Christian Hoffkuntz (Hofkuntz)
- Johann Christoph Olearius (* 17. September 1668 in Halle (Saale); † 31. März 1747 in Arnstadt), Theologe und Prediger, Numismatiker und Historiker
- Johann Christian Olearius (* 1670; † 19. August 1698 in Arnstadt), verh. am 25. Juni 1695 mit Anna Magarethe Brömel, der Witwe eines gewissen Keißner.
- Johann Friedrich (* und † 1672)
- August Friedrich Olearius, Apotheker Fraustadt
- Dorothea Sophia I. († 1672 in Halle)
- Dorothea Sophia II., verh. in Wolmirstedt am 18. Juli 1699 mit dem Diakon zum Heiligen Geist in Magdeburg Heinrich Andreas Merck (* 19. Juli 1662 in Groß Rosenburg; † 23. Februar 1727 in Magdeburg)
- Johann Gotthilf (* 6. November 1678 [1679] in Halle)
- Eleonora Sophia (* 12. Oktober 1681 in Halle [Saale]; † 19. März 1725 in Altjeßnitz), verh. am 19. Februar 1705 mit dem Pfarrer in Altjeßnitz Gottfried Hermann (19. August 1678 in Niemegk; † 13. April 1762 in Altjeßnitz)
- Gottfried Gottlob Olearius
- Gottfried Olearius
- Johann Gottlieb Olearius (* 22. Juni 1684 in Halle; † 12. Juli 1734 in Königsberg), Jurist, Professor in Königsberg
- August Theodor Olearius (* [11]/12. November 1688 in Arnstadt; † 6. Juni 1690 ebenda)
- Johanna Elisabeth (* 23. Mai 1691 in Arnstadt; † 5. Oktober 1691 ebenda; begr. am 7. Oktober 1691 ebenda)

## Werke
- Lutherus Germaniae modernae periclitantis Helias. Leipzig 1663.
- Ehren-Rettung contra D. Johann Schefflern. 1664.
- Primitiae poeticae, Poetische Erstlinge, an Geistlichen Deutschen Liedern. Halle 1664 (später betitelt: Kirchliche Singe-Lust).
- Hyacinth-Betrachtung. Leipzig 1665.
- Augustinische Andachts-Flamme. 1666.
- Offenbahrer Beweis, dass M. Luther zu des Pabstthums Reformation rechtmässig beruffen. 1666.
- Trost, wider die Hiobs-Posten. 1668.
- Geistliches Seelen-Paradiss und Lust-Garten. 1669.
- Scrinium Antiquarium. 1671.
- Abacus patrologicus sive primitivae usque ad reformationis a theandro Luthero peractae periodum, Ecclesiae christinae patrum atque doctorum alphabetica enumeratio atque in Patrologiae Joh. Gerhardi supplementum succincte instituta labore ac studio. Jena 1673, 2., erweiterte Auflage Bibliotheca scriptorum ecclesiasticorum. Hrsg. von Sohn Johann Gottlieb Olearius, Jena 1711.
- Coemiterium saxo-hallense, das ist, des wohlerbauten Gottes-Ackers der löblichen Stadt Hall in Saxen Beschreibung, darinnen die fürnembsten Grabmale und dero meistlich-denckwürdige Schrifften mit Fleis zusammen gebracht und sampt einem Anhang, der denckwürdigsten Grabmale, so in unterschiedlichen Kirchen in- und ausserhalb der Stadt Halle zu sehen. Wittenberg, 1674.
- Vorblick des erfreulichen Wieder-Sehens und Wieder-Zusammenkunft im Ewigen Leben. 1677 (online).
- Eröffnete Himmelspforte. Leipzig 1679.
- Brotuff, Chronica von den Saltz-Bornen und Erbauung der Stadt Halle. In: Halygraphia aucta et continuata, Orts- und Zeit-Beschreibung der Stadt Hall in Sachsen, Vermehret und biß an das itzt lauffende 1679 Jahr erweitert. (Hrsg.) Halle 1679 (uni-halle.de).
- Tägliches Bet-Lied. ohne Ort 1686.
- Kirchliche Singe-Lust. Arnstadt, 2. Auflage, 1697 (70 Lieder).
- Die geistliche Psalm-Lust. 1698.

## Ehrungen
Nach Olearius benannt ist die Pflanzengattung Olearia Moench aus der Familie der Korbblütler (Asteraceae).